# Campo Belo
Campo Belo est une municipalité brésilienne de l'État du Minas Gerais et la microrégion de Campo Belo.